# مقبرة أرلينغتون الوطنية
مقبرة أرلينغتون الوطنية، هي مقبرة وطنية في الولايات المتحدة الأمريكية، تَقع في مقاطعة أرلنغتون بولاية فيرجينيا بالقرب من نهر بوتوماك. تبلُغ مساحتُها 624 هكتار (253 فدان). وفيها دُفن قتلى الصراعات في البلاد بدءاً من الحرب الأهلية الأمريكية وحروب سابقة أُخرى.
تأسست المقبرة خلال الحرب الأهلية الأمريكية بجوار بيت أرلينغتون، الذي كان تِركّه لِعائلة روبرت إدوارد لي وأصبحت زوجته ماري آنا لي (حفيدة مارثا واشنطن) مالِكة للعقار. توجد المقبرة جنباً إلى جنب مع بيت أرلينغتون وجسر أرلينغتون التذكاري، ونصب تذكارية أُخرى. وقد أدرجت المنطقة في السجل الوطني للأماكن التاريخية في أبريل 2014.

## أهم الشخصيات المدفونة بالمقبرة

### عسكريون
- كريتون أبرامز
- هاري هاموند هيس
- جريس هوبر
- لاوري تورني
- كلير لي شينو
- فيليب شيريدان
- وليام دونوفان
- تشارلز شاييه-لونغ
- بريان سيكنيك

### مدنيون

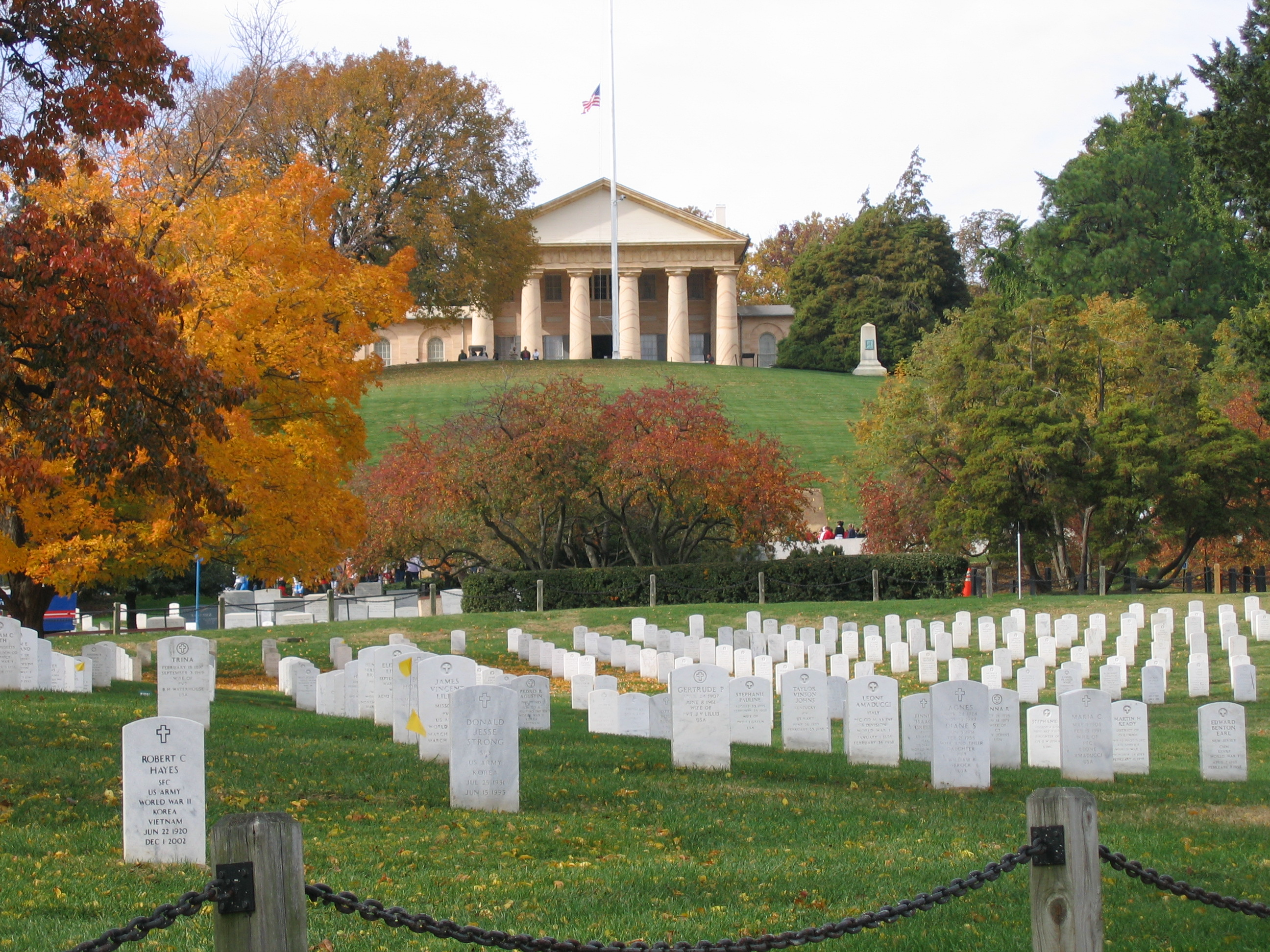
المقبرة وفي الخلف بيت أرلينغتون

- جون اف كينيدي
- جاكلين كينيدي
- جون فريند ماهوني
- روبرت ماكنامارا
- إدموند موسكي
- هيلين تافت
- وليام روجرز
- غريتا فريدمان
- ثورغود مارشال

### أعلام
- جاكلين كينيدي
- جون كينيدي
- ويليام هوارد تافت
- جورج مارشال
- روبرت كينيدي